# Pygméörn
Pygméörn (Hieraaetus weiskei) är en fågel i familjen hökar.  Den förekommer i skogsområden på Nya Guinea och i Moluckerna. Fågeln behandlades tidigare som underart till australiska småörnen. Arten minskar i antal, men beståndet anses ändå vara livskraftigt.

## Utseende och läten
Pygméörnen är som namnet avslöjar en mycket liten örn, med en kroppslängd på endast 38–48 cm och vingbredden 112–126 cm. Den är mycket lik småörnen som den fram till nyligen behandlades som en del av (se nedan), men är ännu mindre med mer streckning på bröstet men mindre på hjässan. Den har sju istället för sex band på stjärten och dessutom mörkare och bredare. Vidare är ovansidan mörkare inklusive vingpennorna. Småörnen har också tydligare ljust streck bakom ögat samt en mer avgränsad mörkare hjässa. Fågeln är mestadels tyst, men under spelflykten hörs ett visslande ”sip sip see”.

## Utbredning och systematik
Fågeln återfinns i Nya Guinea samt i Moluckerna på öarna Halmahera, Ternate, Buru och Seram. Den behandlas som monotypisk, det vill säga att den inte delas in i några underarter. Tidigare betraktades den som en underart till småörn (H. morphnoides), som då kallades pygméörn. Numera betraktas weiskei som en fullgod art. Det svenska trivialnamnet pygméörn har förts över till denna.

## Levnadssätt
Pygméörnen hittas i regnskog, flodnära skog och skogskanter. Information saknas om både föda och häckningsbiologi, annat än att den setts attackera flockar med papuakråkor.

## Status och hot
Arten har ett stort utbredningsområde och en stor population, men tros minska i antal, dock inte tillräckligt kraftigt för att den ska betraktas som hotad. Internationella naturvårdsunionen IUCN kategoriserar därför arten som livskraftig (LC).

## Namn
Fågelns vetenskapliga artnamn hedrar Emil Weiske (1867–1950), österrikisk samlare av specimen verksam i Australien och på Nya Guinea 1895-1900.